# Saverio Graziano
Saverio Graziano (Barletta, 1702 – Fiume, 1780) è stato un medico italiano.

## Biografia
Saverio Graziano nacque a Barletta nel 1702, in una modestissima famiglia di artigiani. Sul finire degli anni 1730 approdò a Fiume, dove continuò a esercitare la professione medica. Laborioso e integerrimo, fondò nella città croata una scuola di ostetricia e si occupò in prima persona della lotta alle infezioni. Nella seconda metà del settecento pubblicò in Austria un'opera sull'uso scientifico del mercurio, molto apprezzato da Gerard van Swieten, medico personale di Maria Teresa d'Austria. Divenne cittadino fiumano l'11 novembre 1768 ed ebbe otto figli, di cui quattro femmine. La facoltà di medicina di Fiume lo considera uno dei fondatori della tradizione medica locale, insieme a Giovanni Battista Cambieri.